# Братский (Гулькевичский район)
Братский — хутор в Гулькевичском районе Краснодарского края России. Входит в состав Тысячного сельского поселения.

## География

### Улицы
- ул. Красноармейская,
- ул. Чкалова[4].

## Население
| 2002 | 2010 |
| ---- | ---- |
| 52   | ↘44  |